# Carlo Pellion di Persano
Graaf Carlo Pellion di Persano (Vercelli, 11 maart 1806 - Turijn, 28 juli 1883), was een Italiaans admiraal. In 1861 bestookte hij met zijn vloot Gaeta, laatste bolwerk van het huis Bourbon in Italië. Op 13 februari 1861 gaf het garnizoen in Gaeta zich over aan admiraal Persano en generaal Enrico Cialdini.
Tijdens de oorlog met Oostenrijk in 1866 was hij bevelhebber van de Regia Marina (Koninklijke Marine). Hij leed een nederlaag bij de Slag bij Lissa en werd daarna uit zijn functie ontheven. Later werd hij berecht en werd hij oneervol ontslagen uit de marine en verloor hij zijn pensioen.

## Militaire loopbaan
In 1819 trad Pellion di Persano toe tot de Marineschool (Scuola di marina di Genova). In 1821 studeerde hij af en werd benoemd tot adelborst. Hij werd luitenant-ter-zee 2de klasse in 1826 en vijf jaar later  promoveerde hij tot luitenant-ter-zee 1ste klasse. Geregeld volgden nieuwe promoties tot hij 1862 admiraal werd.

## Onderscheidingen
- Orde van Sint-Mauritius en Sint-Lazarus
  - Grootkruis op 23 mei 1861[1]
  - Commandeur  op 2 mei 1860[1]
  - Officier op 3 december 1856[1]
  - Ridder op 27 augustus 1849[1]
- Grootofficier in de Militaire Orde van Savoye op 3 oktober 1860 (ingetrokken)[1]
- Ridder in de Orde van Sint-Anna op 28 mei 1857[1]
- Grootkruis in de Orde van Onze Lieve Vrouwe van Villa Viçosa[1]
- Legioen van Eer
  - Commandeur op 27 augustus 1860[1]
  - Officier op 8 mei 1852[1]